# Robert Johnsen
Robert Jacob Johnsen (Copenaghen, 23 giugno 1896 – Gentofte, 31 agosto 1975) è stato un ginnasta danese.

## Palmarès

### Olimpiadi
- 1 medaglia:
  - 1 oro (Anversa 1920 nel concorso libero a squadre)